# Finales de la NBA de 2018
Las Finales de la NBA de 2018 fueron las series definitivas de los playoffs del 2018 y supusieron la conclusión de la temporada 2017-18 de la NBA. El título se disputó, al mejor de siete partidos, siendo el primer encuentro el 31 de mayo, y finalizando el 8 de junio. Esta era la cuarta final consecutiva entre Golden State Warriors y Cleveland Cavaliers. Golden State se proclamó campeón (4-0), siendo este su tercer anillo en cuatro años. Kevin Durant, fue nombrado MVP de las Finales, por segundo año consecutivo.

## Enfrentamientos previos en temporada regular
| Reportaje   | Fecha      | Equipos                                     | Resultado | Lugar                                    |
| ----------- | ---------- | ------------------------------------------- | --------- | ---------------------------------------- |
| Reportaje 1 | 25/12/2017 | Golden State Warriors - Cleveland Cavaliers | 99 - 92   | Oracle Arena, en Oakland (California)    |
| Reportaje 2 | 15/01/2018 | Cleveland Cavaliers - Golden State Warriors | 108 - 118 | Quicken Loans Arena, en Cleveland (Ohio) |

## Camino hacia las Finales de la NBA
La trayectoria en las eliminatorias de playoffs de ambos equipos ha sido: 
|  | Equipo                | Primera ronda                 | Semifinales de Conferencia       | Finales de Conferencia      |
|  | --------------------- | ----------------------------- | -------------------------------- | --------------------------- |
|  | Cleveland Cavaliers   | Ganó a Indiana Pacers, 4-3    | Ganó a Toronto Raptors, 4-0      | Ganó a Boston Celtics, 4-3  |
|  | Golden State Warriors | Ganó a San Antonio Spurs, 4-1 | Ganó a New Orleans Pelicans, 4-1 | Ganó a Houston Rockets, 4-3 |

## Partidos de la Final

### Partido 1
| 31 de mayo                       | Cleveland Cavaliers                                       | 114–124 (Series: 0-1) | Golden State Warriors                                           | |  |  |
|                                  | Parciales: 30-29, 26-27, 22-28, 29-23 (T.E.: 7-17)        |                       |                                                                 | |  |  |
|                                  | Estadísticas LeBron James 51 Kevin Love 13 LeBron James 8 | Reporte Pts Reb Asts  | Estadísticas 29 Stephen Curry 11 Draymond Green 9 Curry y Green | Pabellón: Oracle Arena, Oakland, California Asistencia: 19.596 espectadores Árbitros: Ken Mauer, Tony Brothers, Ed Malloy Televisión: ABC |  |  |
| Golden State lidera la serie 1-0 |                                                           |                       |                                                                 | |  |  |
|                                  |                                                           |                       |                                                                 | |  |  |

Una de las jugadas más mediáticas, fue la que se produjo durante este primer partido de las Finales de 2018. Con empate en el marcador, y a fata de 4.7 segundos para que finalizase el encuentro, J.R. Smith cogió un rebote de un tiro libre lanzado por George Hill. Smith, aparentemente confuso y pensando que los Cavs iban ganando, intentó retroceder y consumir el tiempo, en vez de pasarle el balón a sus compañeros. Ese último cuarto finalizó en empate y, en la prórroga, los Cavaliers perdieron por 124–114. En la entrevista post-partido, Smith inicialmente dijo que era consciente de que el partido estaba empatado. Pero más tarde se retractó diciendo que, “Después de pensarlo mucho... No puedo decir que estuviera seguro de ello.”

### Partido 2
| 3 de junio                       | Cleveland Cavaliers                                        | 103–122 (Series: 0-2) | Golden State Warriors                                        | |  |  |
|                                  | Parciales: 28-32, 18-27, 34-31, 23-32                      |                       |                                                              | |  |  |
|                                  | Estadísticas LeBron James 29 Kevin Love 10 LeBron James 13 | Reporte Pts Reb Asts  | Estadísticas 33 Stephen Curry 9 Kevin Durant 8 Stephen Curry | Pabellón: Oracle Arena, Oakland, California Asistencia: 19.596 espectadores Árbitros: Mike Callahan, David Guthrie, Derrick Stafford Televisión: ABC |  |  |
| Golden State lidera la serie 2-0 |                                                            |                       |                                                              | |  |  |
|                                  |                                                            |                       |                                                              | |  |  |

### Partido 3
| 6 de junio                       | Golden State Warriors                                         | 110–102 (Series: 3-0) | Cleveland Cavaliers                                        | |  |  |
|                                  | Parciales: 28–29, 24–29, 31–23, 27–21                         |                       |                                                            | |  |  |
|                                  | Estadísticas Kevin Durant 43 Kevin Durant 13 Draymond Green 9 | Reporte Pts Reb Asts  | Estadísticas 33 LeBron James 13 Kevin Love 11 LeBron James | Pabellón: Quicken Loans Arena, Cleveland, Ohio Asistencia: 20,562 espectadores Árbitros: Marc Davis, John Goble, Zach Zarba Televisión: ABC |  |  |
| Golden State lidera la serie 3–0 |                                                               |                       |                                                            | |  |  |
|                                  |                                                               |                       |                                                            | |  |  |

### Partido 4
| 8 de junio                     | Golden State Warriors                                         | 108–85 (Series: 4-0) | Cleveland Cavaliers                                      | |  |  |
|                                | Parciales: 34–25, 27–27, 25–13, 22–20                         |                      |                                                          | |  |  |
|                                | Estadísticas Stephen Curry 37 Kevin Durant 12 Kevin Durant 10 | Reporte Pts Reb Asts | Estadísticas 23 LeBron James 9 Kevin Love 8 LeBron James | Pabellón: Quicken Loans Arena, Cleveland, Ohio Asistencia: 20,562 espectadores Árbitros: Scott Foster, James Capers, Jason Phillips Televisión: ABC |  |  |
| Golden State gana la serie 4–0 |                                                               |                      |                                                          | |  |  |
|                                |                                                               |                      |                                                          | |  |  |